# 中川明子
中川 明子（なかがわ あきこ、1987年9月24日 - ）は滋賀県出身の女子バスケットボール選手である。ポジションはガードフォワード。

## 人物
長浜北星高校から、筑波大学に進み、4年次にはユニバーシアード日本代表に選出される。
卒業後の2010年、富士通に入社。2014年退団。

## 経歴
- 長浜北星高校 - 筑波大学 - 富士通（2010年〜2014年）